# Ricardo Peralta
Ricardo Peralta Ortega (Belvís de la Jara, 1951) es un abogado y político español.
Licenciado en Derecho por la Universidad de Valencia, en 1972 se afilió al Partido Comunista de España y trabajó como abogado laboralista hasta que fue elegido diputado por Esquerra Unida del País Valencia (EUPV) por la circunscripción electoral de Valencia en las elecciones generales de 1989, 1993 y 1996. En 1997 dejó EUPV y se pasó al corriente Nueva Izquierda con Cristina Almeida y Manuel Francisco Alcaraz Ramos que en 1999 se integró en el Partido Socialista del País Valenciano-PSOE. En mayo de 2008 fue nombrado Delegado del Gobierno en la Comunidad Valenciana, cargo del que sería destituido a finales de 2010, siendo sustituido el 23 de diciembre de 2010 por Ana Botella Gómez.

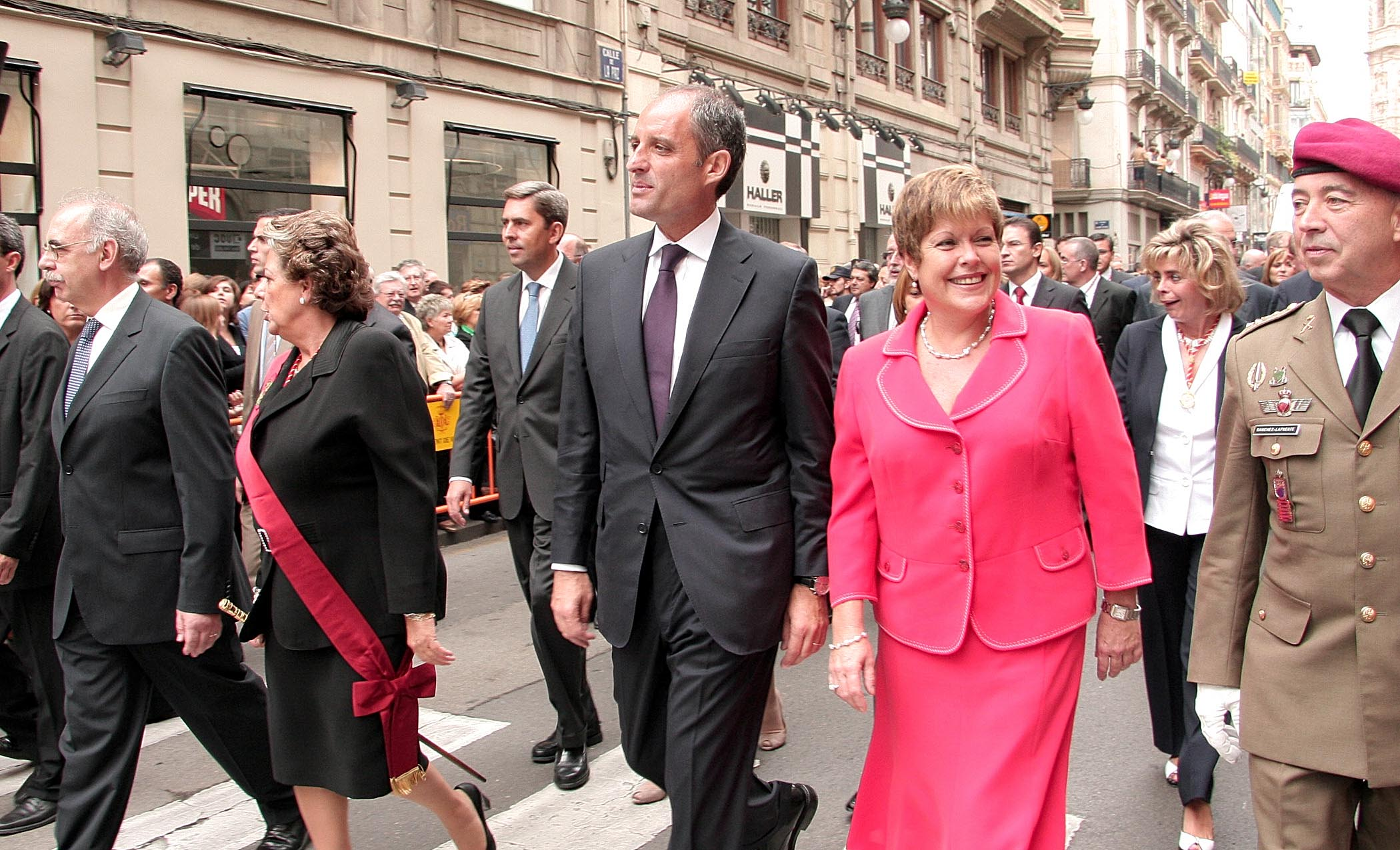
Ricardo Peralta, un 9 d'octubre.

En octubre de 2009, y en sus funciones como delegado de gobierno, Ricardo Peralta aseguró que los hechos violentos de extrema derecha formaban parte "de una determinada normalidad democrática".
1. ↑  |  | Existen desacuerdos sobre la neutralidad en el punto de vista de la versión actual de este artículo o sección.En la página de discusión puedes consultar el debate al respecto. |Estas declaraciones tuvieron lugar después de que el Bloc Nacionalista Valencià anunciara acciones parlamentarias para condenar los hechos violentos que ocurrieron alrededor del 9 de octubre, cuando uno de los administradores de Valencianisme.com, una web vinculada al nacionalismo valenciano, fuera atacado por 10 encapuchados en el portal de su casa,[12][13] y de que durante la procesión cívica del Día de la Comunidad Valenciana, una cincuentena de militantes de ultraderecha persiguieran, amenazaran e intimidaran a la comitiva del Bloc Nacionalista Valencià, hasta expulsarlos de la marcha.[14]

Un año después, en noviembre de 2010, se celebró en el Barrio de Benimaclet de Valencia una manifestación ultraderechista, lo que conllevó que varios comercios del barrio cerraran durante la jornada laboral.[15][16] Tres días después, José Luis Roberto, presidente del partido de Ultraderecha España 2000 entró en el bar "Terra", vinculado al independentismo catalán y la izquierda , junto con 15 personas, con el fin de intimidar a los clientes y trabajadores, llegando a amenazar de muerte a uno de estos por negarse a servirles unas cervezas.[17] Fueron desalojados del local por la policía.[18][15]

Ante estos hechos, 20 colectivos del barrio de Benimaclet emitieron un comunicado denunciando el acoso a ciertos comercios y colectivos del barrio por parte de colectivos de ultraderecha,[19] y donde se exigía "una reunión con los responsables de la Delegación del Gobierno en la Comunidad Valenciana para buscar medidas y soluciones a esta situación de provocaciones, agresiones y ataques". El Delegado de gobierno en Valencia, Ricardo Peralta, declaró, en una línea similar a la de las declaraciones de octubre de 2009, que estos hechos "Si respetan la legalidad forman parte de la riqueza democrática", mientras añadía que tenía constancia de que en el barrio "tuvo lugar una manifestación de ultraderecha que se desarrolló con absoluta normalidad".[15]

En abril de 2010, en el barrio de El Cabanyal de Valencia, la policía Nacional cargó contra vecinos y manifestantes contrarios al derribo de unas viviendas, que fue ordenado por el Ayuntamiento de Valencia a pesar de que el gobierno central y el Misterio de cultura se habían pronunciado en contra de la destrucción de las mismas.[20] Mientras las excavadoras demolían las casas, consideradas, como todo el barrio Bien de Interés Cultural, la policía cargó violentamente contra vecinos y manifestantes que se oponían,[21] causando diversas heridas a algunos de ellos.[22] Varios representantes políticos, como Mónica Oltra, que fue agredida[23] y posteriormente denunciada por "resistencia a la autoridad",[24] o la organización Salvem el Cabanyal, pidieron posteriormente la dimisión de Ricardo Peralta por la actuación que tuvo la policía en aquellos hechos.[25][26]

## Obras
- La reforma laboral y la protección de los créditos laborales (1995) artículo en Actualidad Laboral
- Ideas para el futuro de la seguridad social española (1999) [Varios autores].